# Абылкасымов, Ерасыл
Ерасыл Абылкасымов (каз. Ерасыл Әбілқасымов / Erasyl Äbılqasymov, р. 28 июля 1948, Бостан, Алматинская область) — доктор медицинских наук, член Мажилиса парламента РК II и III созыва, один из участников выборов президента Казахстана 2005 года. Отец Мадины Абылкасымовой.
Возглавлял партию «Казах Елі», впоследствии член КНПК, от которой в 2005 году выдвигался в президенты Казахстана; набрал на тех выборах лишь доли процента.